# Boston Consulting Group
A Boston Consulting Group (BCG) a világ három legnagyobb stratégiai tanácsadó cégének – a Három Nagynak – az egyike.  A bostoni központú, 1963-ban alapított BCG 50 országban van jelen, 90 irodával. A privát szektorban, a közszférában és a nonprofit szektorban egyaránt vannak ügyfelei. A Fortune 500 – a legnagyobb amerikai cégek – kétharmada a BCG ügyfele. A Fortune magazin „A 100 cég, ahol a legjobb dolgozni” listáján a BCG a negyedik helyet foglalja el.
A cég alkalmazottainak száma 14 ezer, bevétele 5,6 milliárd dollár (2016-os adatok szerint).

## Fordítás
Ez a szócikk részben vagy egészben  a   Boston Consulting Group című angol Wikipédia-szócikk ezen változatának fordításán alapul.  Az eredeti cikk szerkesztőit annak laptörténete sorolja fel. Ez a jelzés csupán a megfogalmazás eredetét és a szerzői jogokat jelzi, nem szolgál a cikkben szereplő információk forrásmegjelöléseként.